# Lagocheirus foveolatus
Lagocheirus foveolatus är en skalbaggsart som beskrevs av Dillon 1957. Lagocheirus foveolatus ingår i släktet Lagocheirus och familjen långhorningar.
Artens utbredningsområde är Panama. Inga underarter finns listade i Catalogue of Life.